# Flanagin Town
Flanagin Town es una localidad de Trinidad y Tobago, que forma parte de la región de Couva-Tabaquite-Talparo.

## Geografía
La localidad abarca parte de la isla Trinidad y limita al norte con Caparo y Mamoral No. 2, al sur con Brasso Manuel Junction, al este con Brasso Tamana y al oeste con Brasso Caparo Village.

## Demografía
Datos demográficos de la localidad de Flanagin Town:
| Gráfica de evolución demográfica de Flanagin Town entre 2000 y 2011 |
|                                                                     |